# Cheer Up, Boys (Your Make Up Is Running)
Cheer Up, Boys (Your Make Up Is Running) is een nummer van de Amerikaanse hardrockband Foo Fighters. Het nummer werd uitgebracht als derde single van hun zesde studioalbum Echoes, Silence, Patience & Grace.

## Achtergrondinformatie
Het nummer is alleen digitaal uitgebracht en alleen in Europa. Een cd-versie werd ingekocht door de Britse winkels als HMV en Amazon, maar niet uitgebracht. Als B-kant is een cover van "Band on the Run" van Paul McCartney en Wings gebruikt.

## Tracklist
1. "Cheer Up, Boys (Your Make Up Is Running)" - 3:41
2. "Band on the Run" (Paul McCartney and Wings cover, 2007) - 5:09